# Dermophis
Dermophis är ett släkte av groddjur som ingår i familjen Dermophiidae.
Släktets arter förekommer i Amerika från södra Mexiko till norra Colombia.
Arter enligt Catalogue of Life:
- Dermophis costaricensis
- Dermophis glandulosus
- Dermophis gracilior
- Dermophis mexicanus
- Dermophis oaxacae
- Dermophis occidentalis
- Dermophis parviceps